# انسون (کامیونیتی)، ویسکانسین
انسون (به انگلیسی: Anson) یک منطقهٔ مسکونی در ایالات متحده آمریکا است که در انسون واقع شده است. انسون ۲۸۸٫۹۵ متر بالاتر از سطح دریا واقع شده است.